# Tong Wen
Tong Wen (chinesisch 佟文, Pinyin Tóng Wén; * 1. Februar 1983 in Tianjin) ist eine chinesische Judoka im Schwergewicht und fünffache Weltmeisterin sowie Olympiasiegerin bei den Olympischen Spielen in Peking 2008.
Ihre ersten Goldmedaillen bei internationalen Auftritten gewann sie im Jahr 2002 bei den Asienspielen im südkoreanischen Busan und im Jahr darauf bei den Judo-Weltmeisterschaften 2003 in Osaka, nachdem sie schon im Jahr 2000 bei den Asiatischen Judo-Meisterschaften in Osaka siegte. Bei den Olympischen Sommerspielen in Peking besiegte sie am 15. August 2008 im Finale die Japanerin Maki Tsukuda.
Im Mai 2010 wurde sie von der Internationalen Judo-Föderation wegen erwiesenen Dopings mit Clenbuterol für zwei Jahre gesperrt. Die gewonnene Goldmedaille der Judo-Weltmeisterschaften 2009 in Rotterdam wurde ihr aberkannt. Im Februar 2011 hob der Internationale Gerichtshof die Sperre auf, weil ihr nicht die Möglichkeit gegeben wurde, bei der Öffnung der B-Probe anwesend zu sein.
2012 war sie bei Olympia wieder dabei, verlor aber gegen die Kubanerin Idalys Ortíz, die sie vier Jahre vorher noch besiegt hatte, und bekam Bronze.